# Selezione della città organizzatrice dei XXIV Giochi olimpici invernali

La selezione della città organizzatrice dei XXIV Giochi olimpici invernali che si sono tenute nel 2022, è avvenuta il 31 luglio 2015 durante l'annuale assemblea del CIO a Kuala Lumpur. Il calendario della candidatura è stato annunciato dal CIO nel mese di ottobre 2012, con il termine di applicazione stabilito per il 14 novembre 2013. La città scelta è stata Pechino.

## Calendario
Il 3 ottobre 2012 il CIO ha annunciato in una lettera al CON il calendario per la candidatura alle Olimpiadi del 2022:
- 3 ottobre 2012 - Prima circolare d'informazione ai CNO
- 6 giugno 2013 - Invito ufficiale del CIO alle città candidate dal CNO a pubblicare il questionario della città richiedente
- 14 novembre 2013 - Scadenza per i CNO di sottoporre una città
- 4-6 dicembre 2013 - Seminario delle città candidate presso la sede del CIO a Losanna, Svizzera
- 7-23 febbraio 2014 - osservazione dei giochi olimpici invernali
- 14 marzo 2014 - Presentazione del fasciolo di domanda
- 7 luglio 2014 - Selezione delle città candidate da parte del comitato esecutivo del CIO
- gennaio 2015 - Presentazione del fascicolo di candidatura e le garanzie
- febbraio-marzo 2015 - Commissione di valutazione delle visite da parte del CIO
- maggio-giugno 2015 - Relazione di valutazione della Commissione
- maggio-giugno 2015 - Briefing delle città candidate ai membri del CIO
- 31 luglio 2015 - Elezione della città che ospiterà i giochi in occasione della 127ª sessione del CIO Kuala Lumpur, Malesia

## Candidature ufficiali

### Almaty, Kazakistan
Il Kazakistan ha preso in considerazione un'offerta per i Giochi olimpici invernali del 2022 per la città di Almaty, che è l'ex capitale, l'agglomerato più grande e il centro finanziario del paese. Il Kazakistan ha ospitato i Giochi invernali asiatici nel 2011. Questo fatto che può essere visto come una preparazione per ospitare i Giochi olimpici invernali nel futuro. I Giochi invernali asiatici erano divisi tra Astana e Almaty. Il 29 novembre 2011, Almaty è anche stata scelta per ospitare le Universiadi invernali del 2017. La città è stata la prima a candidarsi ufficialmente il 17 agosto 2013.

### Pechino/Zhangjiakou, Cina
Il 5 novembre 2013 il Comitato Olimpico Cinese ha deciso di candidare la città di Pechino, organizzatrice dei Giochi della XXIX Olimpiade, insieme a Zhangjiakou, cittadina situata nel nord-ovest della provincia di Habei, ad ospitare i Giochi Olimpici Invernali del 2022.

## Votazione
Pechino raggiunse la maggioranza assoluta dei voti alla prima votazione, venendo così scelta immediatamente.
| Città   | Paese      | Voti |
| Pechino | Cina       | 44   |
| Almaty  | Kazakistan | 40   |

## Candidature ritirate

### Leopoli, Ucraina
La candidatura è stata ufficializzata dal Comitato Olimpico Ucraino il 5 novembre 2013.
Il 27 maggio 2010 nel corso di una visita a Leopoli, il presidente Viktor Janukovyč ha dichiarato che l'Ucraina "inizierà a lavorare sulla nomina ufficiale del nostro paese come il titolare dei Giochi olimpici invernali di Carpazi". L'unica esperienza precedente dell'Ucraina nell'ospitare eventi olimpici avvenne durante i Giochi olimpici estivi 1980 quando, facente parte dell'Unione Sovietica, fu la sede di alcuni incontri di calcio che si svolsero a Kiev. Nel mese di aprile 2012 il "Comitato olimpico nazionale ucraino" ha informato Janukovyč sui preparativi per una potenziale candidatura. Nel settembre del 2012, il Governo dell'Ucraina ha approvato il documento sulla fondatezza tecnico-economica del progetto nazionale "speranza olimpica - 2022". Lo ha annunciato Vladyslav Kaskiv, il capo del Deržinvestproekt dell'Ucraina (progetto di investimento di Stato). Leopoli è stata una delle città ospitanti di UEFA Euro 2012.
Gli organizzatori hanno annunciato sul loro sito web i piani per Leopoli come città ospitante per "gli eventi sul ghiaccio", Volovec (circa 185 km da Leopoli) come sede delle gare di sci alpino e Pylypec (circa 135 km da Leopoli) come luogo per tutti gli altri "eventi sulla neve".. Il presidente del comitato olimpico ucraino, in accordo con quello del CIO, il 30 giugno 2014 ha annunciato il ritiro di Leopoli a causa della critica condizione politica ed economica dell'Ucraina.

### Stoccolma, Svezia
Il Comitato Olimpico Svedese ha ufficializzato la candidatura di Stoccolma il giorno 11 novembre 2013; secondo la candidatura, le gare sulla neve dovrebbero svolgersi a Åre, a circa 610 km dalla capitale svedese. Per Stoccolma è la prima candidatura per i Giochi olimpici invernali, ma la città ha ospitato quelli estivi nel 1912. Dopo l'interesse inizialmente prestato a organizzare i Giochi, il 17 gennaio 2014, per motivi di tipo economico, la città si è ritirata dalla corsa.

### Cracovia, Polonia
La candidatura è stata ufficializzata dai Comitati Olimpici di Polonia e Slovacchia il 7 novembre 2013. Infatti, seguendo il profilo della candidatura, nonostante la maggior parte delle gare si vada a svolgere a Cracovia, per le gare sulla neve è stata scelta Jasná, in Slovacchia, poiché presenta pendii molto alti. Tuttavia, la candidatura di Cracovia è stata sottoposta a un referendum locale tenutosi il 25 maggio 2014, che ha dato un risultato negativo. Dopo di che Cracovia ha interrotto la candidatura il 26 maggio 2014.

### Oslo, Norvegia
Dopo l'interesse mostrato dal governo norvegese e del primo ministro Solberg, in seguito a una votazione del parlamento che non ha concesso il sostegno finanziario, la candidatura della capitale norvegese, che era arrivata nella short list, è stata ritirata.